# Любловка
Любловка — река в России, протекает в муниципальном округе Егорьевск Московской области. Правый приток реки Цны.
В верхнем течении река Любловка слабо заселена. Исток реки расположен в густом лесу примерно в 8 км к юго-востоку от Егорьевска. Река течёт на север, затем пересекает Егорьевское шоссе и поворачивает на восток. В нижнем течении реки расположено множество населённых пунктов: Семёновская, Николо-Крутины, Бережки, Жучата, Абрютково, Акатово, Клемёново, Василёво. Перед впадением в реку Цну на Любловке расположено несколько больших прудов для разведения рыбы. Устье реки находится в 86 км по правому берегу реки Цна. Длина реки составляет 19 км, площадь водосборного бассейна — 93,1 км².
По данным Государственного водного реестра России, относится к Окскому бассейновому округу. Речной бассейн — Ока, речной подбассейн — бассейны притоков Оки до впадения Мокши, водохозяйственный участок — Ока от города Коломны до города Рязани.